# Mühldorf–Simbach am Inn-vasútvonal
A Mühldorf–Simbach am Inn-vasútvonal egy normál nyomtávolságú, 40,2 km hosszú, egyvágányú, nem villamosított vasútvonal a németországi Mühldorf és az Ausztriában található Simbach am Inn között.